# ランナウェイ〜愛する君のために
『ランナウェイ〜愛する君のために』（ランナウェイ あいするきみのために）は、2011年10月27日から12月22日まで毎週木曜日21:00 - 21:55に、TBS系の「木曜ドラマ9」枠で放送された日本のテレビドラマ。主演は市原隼人。
開始と同日に新設される若者向けドラマゾーン『木曜ドラマ9』枠の最初の作品として放送される。

## 概要
無実の罪で刑務所生活を強いられた4人の若者が、それぞれの自分自身の生きる目的を探すべく刑務所を脱走し、数多くの試練を重ねつつ、愛する家族や人たちのために自立していく様を福岡県北九州市から東京都までの逃亡劇を絡めて描く痛快ロードムービー劇の仕立てである。また、第1話冒頭では最終回の一部のシーンが描かれている。
主演の市原隼人は2009年の『猿ロック』（読売テレビ制作・日本テレビ系）以来2年ぶり、ゴールデンタイムでは同局で2005年放送の『あいくるしい』以来6年3ヶ月振りの連続ドラマ主演となり、共演の渡哲也は本作品がTBSの連続ドラマ初出演となる。
キャッチコピーは「必ず、たどりつく。」。

## あらすじ
葛城アタルは、刑事を殺害したという無実の罪で九州北刑務所に収監されていた。ある日、出所まであと1年と迫ったアタルは東京に残してきた恋人の佐々岡由紀からの連絡で、アタルと由紀の間に生まれた娘の千春が余命3ヶ月の重い心臓病に侵されたことを知り、娘に一目会うために脱獄を決意する。アタルは同じ独居房にいた山田勝次から脱走の基礎を学び、恋人に会うことを望む河島龍之介・軽薄な元ホストの滝本空哉・大金を外に隠し持つ加賀美瞬の3人を計画に加える。そして決行当日、山田のリタイアを招くも、アタルたち4人は脱獄に成功した。
逃亡生活が始まった矢先、4人は虐待の被害を受ける少女・サクラと出会い、彼女も旅の仲間に加える。こうして5人はそれぞれの目的を果たすため、脱獄と誘拐の罪で警察に追われながらも、東京を目指すことになる。
一方、アタルの脱獄を知った元刑事・柳川孝太郎は、事件の真相に違和感を覚え、再捜査を始める。

## 登場人物

### 逃亡者
葛城 アタル〈25〉
演 - 市原隼人
脱獄メンバーのリーダー（罪状は恋人・由紀の身代わりとなって自首したために傷害致死、懲役6年）。刑務所内では真面目だったが、「刑事殺し」を犯した凶悪犯として看守や受刑者からも嫌われており、また逃亡のため非情に徹することが出来ず、リュウと対立する場面がある。身柄を保護されてから1年服役して出所し、改めて由紀、千春と共に幸せな家庭を築いていくことを決意する。
河島 龍之介〈29〉
演 - 塚本高史
愛称リュウ、脱獄メンバーのトラブルメーカー（罪状は組を抜けるための条件として殺人を行った組の上役の身代わりに自首したために殺人罪、懲役10年）。20歳過ぎに広域暴力団の構成員となるが、美咲との将来を考えて組を抜けるため組長の要求に従い、他人の罪を被って2年半服役する。その後、アタルたちと共に脱獄し、東京で美咲に会う約束をしていたところをアタルの逃亡を手助けする際に狙撃からアタルを庇って致命傷を負ってしまい、アタルに支えられて待ち合わせ場所の東京タワーに向かうが、会うことは叶わずに息を引き取る。
滝本 空哉〈25〉
演 - 上田竜也（KAT-TUN）
元クラブのホスト（罪状は覚醒剤を所持していたホスト仲間による捏造で覚醒剤取締法違反および公務執行妨害、懲役4年）。性格はお調子者ゆえに口が軽く、知能は低レベルで、言い間違いからよくシュンに突っ込まれているが、元ホストだけあって人をおだてるのには長けており、名古屋では隠し場所に住んでいた竹内佳奈子を丸め込むことに成功している。逃走中に手に入れた携帯電話でTwitterをし、「datsugoku4」のユーザー名で自分たちの行動や無実を発信しているがネット上で有名になるにつれ、携帯使用の度に警察に探知されるなど、皆を窮地に立たせる。逃亡生活終了後は裁判で無実を証明し、5ヶ月間の服役を経て出所、その後は移動販売のクレープ屋を始める。
加賀美 瞬〈20〉
演 - 菅田将暉
脱獄メンバーの中で、最年少（罪状は覚醒剤を知らずに運び屋をしていたために覚醒剤取締法違反、懲役3年）。だが、後に自ら倉本への復讐のためにわざと捕まったことが分かり、脱獄メンバーの中で唯一無罪ではない。空哉からは舎弟扱いされているが、内心は頭の悪い彼を見下している。実家は山梨でワイナリーを経営しているが、姉の純子を殺害された後で両親が後を追うように病死するという過去を持つ。逮捕前に運び屋の雇い主の指示で取引の利益2億円を5000万円ずつ4か所（倉敷・大阪・滋賀・名古屋）に分けて埋め、この大金の山分けを条件に脱獄計画へ加わる。しかし、この金は雇い主を陥れて奪ったもので、回収後は独り占めし、姉を殺した男とその父親への復讐のために使うつもりである。名古屋で最後の金を回収後は山分けの約束を破って全ての金を独り占めして帰省、復讐を試みるも果たせず、アタルたちに諭されて断念する。逃亡生活終了後は長野の刑務所に服役し、出所後に実父のワインの味を再現するため独学でワインについて勉強している。
宮本 サクラ〈7〉
演 - 熊田聖亜
小学1年生の少女で、大人のウソを見抜くおませな生意気娘。脱獄メンバーが逃げ込んだ民家に住んでおり、両親が離婚し、実母とその彼氏と3人で暮らしているが、親からの虐待に耐え切れない日々を送り、背中に虐待を受けたことによるタバコの火傷や無数の傷が残っており、それを見られたくないために逃亡中に温泉などに立ち寄っても入浴を拒む。そのため、子供ゆえに力がないが、絶妙な機転でアタルたちを度々サポートする。アタルたちとは逃走中に出逢い、実父の住んでいる東京に行くため旅の仲間に加わって東京で実父と再会し、目的を果たした後はアタルを助けるために金を由紀に届ける役を買って出るが、その寸前に病院で遭遇した鬼塚に保護されてしまい、警察でアタルらの無実を訴えるも信じてもらえず、さらに警察と実母の虚言により余計に自分とアタルらの立場を悪くしてしまう。しかし、救助に来たPANDAにより実家から連れ出され、動画を通して4人と千春を救うために尽力する。その後は児童養護施設に入り、実父からの引き取りの申し出も「ここでやることがある」という理由から断り、同じ境遇を持った孤児たちと暮らしている。

### 刑務所仲間
山田 勝次
演 - 竜雷太
長崎県出身（罪状は強盗殺人、無期懲役）。アタルとは同じ独居房に収監されており、アタルたちに脱獄の知識を教える代りに脱獄メンバーへ加わるが足が悪く、脱獄するには迷惑が掛かると娘への想いをアタルに託し、逃亡を断念する。

### 逃亡者に関わる人物
柳川 孝太郎
演 - 渡哲也
元警視庁五反田署刑事。定年退職後は自転車駐輪場の管理員をしているが、アタルの事件を担当して彼の自白を疑っており、その真相を最後まで調べることが出来ず、無念が残っているためにアタルの脱獄を機に事件を調べ直し、真実を探る。その後、執念の調査は事件解決に大きく貢献することになり、全てが終わった後は家族と和解した。
田口 良子
演 - 宝積有香
柳川の娘。仕事を理由に母親の臨終に立ち会わなかった父親を長らく許していなかったが、事件が終わった後は父と和解する。
田口 健太
演 - 須田琉雅
柳川の孫。母親の気持ちと関係なく祖父に懐いている。

#### アタルの関係者
佐々岡 由紀〈25〉
演 - 福田沙紀
雅之・千代子の娘。アタルと同棲して子供を身ごもるが、襲ってきた三沢を正当防衛で刺してしまい、彼女と子供を守ろうとしたアタルがその罪を被る。千春の出産後は罪悪感を抱きながらアタルの出所を待っていたが、千春の急病によりアタルが脱獄したのを機に柳川に真実を明かす。
佐々岡 千春〈5〉
演 - 篠川桃音（乳児期：岩上悠莉）
由紀とアタルの間に産まれた娘。重い心臓病を患い、余命3ヶ月の宣告を受けるが、最終回で募金が集まったことで心臓病の手術を受けて一命を取り留める。
佐々岡 雅之
演 - 武野功雄
由紀の父。「キッチンささおか」を千代子と共に営んでいる。千代子と同様に初孫の千春を溺愛するが、脱獄したアタルと由紀の関係を拒んでいる。しかし、真実を知ってからは一方的なことを言うテレビや視聴者に怒るなど、理解を示す。
佐々岡 千代子
演 - 石野真子
由紀の母。幼いころから知っているアタルを心配する。由紀から事件の真相を聞いた後は娘と孫を守ってくれたことを電話でアタルに感謝するが、千春の治療代の募金活動の妨げになることから由紀や千春に関わらないで欲しいと告げる。
川上 一恵
演 - 飯沼千恵子
わかば総合病院での千春の主治医。アメリカで手術出来るよう手配は完了しているが、デポジットとして5000万必要だと由紀に話す。
前田
演 - 荒木誠
NPO代表。多くの人に現状を知ってもらい、募金を集めて千春を助けようと由紀に提案し、「千春ちゃんを救う会」のHPを立ち上げるが、何者か（後に利夫だと判明）によって募金を潰すための風評が流される。

#### 龍之介の関係者
久保 美咲
演 - 藤澤恵麻
龍之介の恋人で、組同士の抗争により怪我をしたリュウと出逢う盲目の女性。親に説得されて婚約者と結婚する道を選ぶ。しかし、リュウを選んで婚約を破棄し、彼に想いを伝えるため上京するが、直前で彼が死亡したためにその願いは叶わなかった。
野中 博之
演 - 高杉瑞穂
美咲の主治医で、元婚約者。
女将
演 - 田中美奈子
京都祇園の置屋女将で、龍之介の幼馴染。
蓮池
演 - 小木茂光
暴力団の組長。龍之介のことを息子のように思っていたが、本性では道具としか見ていない。組を抜ける条件として魚住の身代わりで警察へ出頭するよう龍之介に命令し、後に用済みとなった龍之介を殺害しようとするが、駆け付けた鬼塚たちにより魚住や部下たちと共に逮捕された。
魚住
演 - 國本鐘建
龍之介が身代わり出頭した事件の真犯人。鬼塚によって組長である蓮池や彼の部下たちと共に逮捕された。

#### 空哉の関係者
滝本 昌江
演 - 室井滋
空哉の母。大阪でお好み焼き屋「よっちゃん」を営んでいたが、空哉の借金で店を売却し、現在は大阪城公園で屋台を営んでいる。金を持って大阪に戻ってきた空哉を叱責して追い返すが、後に自分のため必死になる空哉の姿を見て彼の無実を信じ、誤認逮捕ならそれを証明するため逃げ続けるよう背中を押す。
滝本 香澄
演 - 小松美月
空哉の妹。母同様兄を気遣っている。
ホストクラブ「AIR」店長
演 - 前川泰之
空哉が勤務していたクラブの店長。
瑞希
演 - 大口兼悟
「AIR」NO.1ホストで、空哉を罠にかけた張本人。空哉の無実証明後、逮捕されたかは不明である。

#### 瞬の関係者
加賀美 純子
演 - 江田結香
瞬の姉。当時素行が悪かった同級生の宗太に殺害される。
西脇
演 - 伊藤正之
加賀美ワイナリーの元従業員。娘・純子が殺された事件から直ぐに社長夫妻（大西武志 / 舟木幸）が病気で他界したことに胸を痛め、息子である瞬を心配して気遣う。
蔵元 宗太
演 - 夕輝壽太
瞬の姉である純子の同級生だった不良で、地元のチンピラ。好きだという想いを受け入れてもらえないことに納得がいかず逆上して殺害したため少年院に入ったが反省せず、罪の意識が微塵もなく罪悪感を抱いていない醜悪かつ残虐な人物。父と共に瞬に復讐されそうになり、弱みを握って瞬を返り討ちにするが、後に瞬を助けに来たアタルたちと遭遇し、その場でリュウに殴られ、金と車を奪われて父と共にどこかへ逃走した。薄汚い冷血漢でありながら最後まで償うことは無かった。
蔵元
演 - 中丸新将
宗太の父親で、地元の名士。金に汚く息子の事件を謝罪せず金で解決しようとする人命軽視者。復讐されそうになった際は息子をかばおうとしており、息子の命だけは大事でそれ以外の者の命を価値の低い物と認識している薄汚い男。宗太と共に瞬に復讐されそうになり、一時は弱みで返り討ちにするが、瞬を助けに来たアタルたちによって金と車を奪われてしまい、宗太と共にどこかへ逃走した。息子同様醜悪な男でありながら償うことは無かった。
高田
演 - 麻倉卓也
運び屋。仕事を請け負い、瞬に依頼するが、瞬に裏切りを密告されて組織に抹殺される。

#### サクラの関係者
宮本 奈緒子〈33〉
演 - 春日井静奈
サクラの実母。夫と離婚し、その後は自身が働いている店の客である彼氏の押本とも暮らすようになるが、サクラのことは邪魔者扱いをし、彼女に対して躾の度を越えた虐待を繰り返し行っている。金と引き換えに命乞いをし、アタルら逃亡者の時間稼ぎに利用される。その後、警察に保護されたサクラを家に連れ出し、再び虐待を加えようとするが押本と共にPANDAに撃退され、サクラに対する虐待について取り調べを受けるようになったと同時に親権を剥奪された。
押本
演 - 榊英雄
奈緒子の彼氏（店の客）で、髪型が金髪の男。奈緒子と共にサクラを虐待しており、サクラへの暴行に加えてタバコの火を押し付け、反省させるため押し入れに閉じ込める。1話では龍之介に包丁を突きつけられて殺されそうになるとサクラを差し出す代わりに命乞いをしていた。その後、サクラが家に連れ戻された後はテレビで報道されたアタルたちのことに関して文句を言い、それに口出ししたサクラを虐待しようとしたが突如現れたPANDAに撃退され、サクラに対する虐待について取り調べを受けるようになった。
鈴木 圭介
演 - デビット伊東
サクラの実父。離婚後は鈴木ランドリーを営みながら新しく家庭を築き、妻子（佐藤和枝 / 栗本有規）と幸せに暮らしているが、サクラを引き取れなかったことに関して後悔の念を抱いており、「サクラと別れてから忘れた日は一度とない。一緒に暮らすことは出来ないが、父親だということはこれからも変らない」とサクラに伝える。その後、最終回では児童養護施設に入ったサクラを引き取ろうとした際に断られたものの、前向きに生きるサクラの姿を見て安堵し、親交関係を築いた。

### 警察関係者
三沢 英明〈享年44〉
演 - 池田政典
当時警視庁大久保署勤務の刑事。生前は検挙率トップだったが、裏では覚醒剤を龍翁会に転売していた疑惑が浮上している。覚醒剤転売の共犯である利夫に頼まれて品川の公園で由紀を襲うも失敗、直後に利夫に見限られて殺害される。

#### 警視庁
乾 利夫〈25〉
演 - 千葉雄大
キャリアである警視庁捜査第一課刑事で、アタルと由紀の小学生時代からの幼なじみ。由紀を託したアタルの想いを踏み躙り、職業を伏せて由紀からアタルの居場所を聞き出そうとするが、そのことで鬼塚や小西からは快く思われていない。警察官としてアタルを逮捕する作戦中で親友を逮捕できないと思う素振りを見せ（この時点では良心の呵責によるものと思われていたが、後述の経緯によりそうでないことが判明）、芝居を打ってアタルを逃がす。その後は警察に協力しながらアタルの逮捕に執念を見せる行動を取りながらも真相を暴こうとしている柳川孝太郎に協力するかのような動きも見せていたが、実は三沢刑事殺害事件の黒幕で、覚醒剤売買の共犯者であること、警視庁副総監である仙道の前妻の息子であることが最終回で判明、全ては自分が思いを寄せていた由紀と結ばれたアタルへの逆恨みとして彼を徹底的に苦しめるために様々な罠を仕掛け、最終的に由紀と千春を人質に取ってアタルを射殺しようとするが、鬼塚らの手により逮捕される。
中島刑事
演 - 徳井優
警視庁捜査第四課警部補で、五反田署時代は柳川の部下であり、三沢刑事殺害事件を担当していた。今でも柳川に頭が上がらず、無理を言われて困りながらも協力するが、第7話のラストから実は「100万円をやる」と三沢刑事に誘われ、1度だけのつもりで横流しに目をつぶっていたことやそれを逆手に取られて脅されていたことを柳川にすべてを暴露する。その後、自殺をして水死体として発見される。
仙道 浩一
演 - 渡辺裕之
警視庁副総監だが、実は利夫の父親である。自分の地位を守るために事件を隠蔽し、アタルなどを警視庁に移送するよう命じるが、最終的には警察庁に全てを報告され、高橋らの手により失脚した。　
宮根
演 - 矢島健一
警視庁理事官で、仙道の部下。仙道の命令でサクラに何も喋らせずにアタルたち4人にサクラを虐待したことをでっち上げたが、後にそのことに罪悪感を覚え、仙道に反旗を翻して高橋と共に仙道を失脚に追いやる。
高橋
演 - 滝藤賢一
警視庁公安部。首に火傷の痕がある。柳川に近づき、これ以上事件について調べると命の保証はしないと恫喝するが、柳川の説得により改心して仲間に加わり、最終的には仙道を失脚に追いやることに成功した。

#### 福岡県警察
鬼塚 修造
演 - 嶋田久作
福岡県警警部。脱獄したアタルたちを鬼神の如く追い回し、刑事の勘でアタルらの喉元まで迫るも後一歩のところで邪魔が入ることが多い。その後、捜査をするにつれ、あまりにも強引な警視庁の方針に不信感を抱くようになり、同時にアタルたちに危機が迫っていることにも気付き、その勘は結果的に正しく、最終話では事件の黒幕である乾を逮捕、同時にアタルを救いだした。
小西 誠一郎
演 - 八神蓮
福岡県警刑事で、鬼塚の部下。度々出過ぎる鬼塚を諌めるが、後に鬼塚同様に捜査を進めるうちに警視庁に不信感を抱く。

### その他
PANDA〈17〉
演 - 山﨑賢人
ハンドルネーム「パンダ」を名乗る引きこもりのパソコンフリーク（作中で実名は公表されていない）。空哉のTwitterから4人の逃走劇を見守り、ゲームのような感覚で楽しむが、時には助言を与えたりなど、4人の逃亡を手助けすることもある。過去に警察にありもしない嫌疑をかけられた経験から引きこもりとなり、親が所有する熱海の別荘に1人で住んでいる。アタルたちを匿ったことで対面し、物資提供と共に警察包囲網からの脱出を手助けする。その後、アタルたちが全員捕まった後は福岡に連れ戻されていたサクラを親の虐待から救い出し、サクラがアタルたちが無実であることを訴えている動画をインターネットに載せる。

### ゲスト

#### 第1話
荒井刑務官
演 - 大河内浩
九州北刑務所の刑務官。
警官
演 - 佐戸井けん太
福岡県警の警察官。門司港の下関行フェリー乗り場で検問を行い、サクラの巧みな演技に騙されてアタルたちが乗った車を通す。
山田 幸恵
演 - 井上和香
勝次の娘で、長崎市にあるスナック「オランダ坂」のママ。勝次が無期懲役の刑を受けてからは父娘の関係を断ち切っていたが、アタルから聞かせて貰った父の想いを受け止め、刑務所に面会へ訪れて父と和解する。

お笑い芸人
演 - 波田陽区
九州北刑務所の慰問コンサートに出演し、かつて一世を風靡したネタ「ギター侍」を披露するが、アタルら5人はコンサート中に停電を起こし、隙を見て脱獄する。
『ひるおび!』の司会者
演 - 恵俊彰
TBS系列で実際に放送されている同名タイトルのワイドショーの司会者。脱獄事件についての報道をする。
『ひるおび!』のコメンテーター
演 - 八代英輝

『ひるおび!』のアシスタント
演 - 小倉弘子（TBSアナウンサー）

#### 第2話
容子
演 - 松金よね子
和枝
演 - 中島啓江
上記2名はお遍路の途中、湯治で立ち寄った松山「道後温泉」でアタルなどと出会う。

#### 第3話
ニュースキャスター
演 - 高野貴裕（TBSアナウンサー）
道頓堀の街頭ビジョンで脱獄事件のニュースを伝える。
斎藤警部
演 - 日野陽仁
大阪府警の刑事。
本間刑事
演 - 木村啓介
大阪府警の刑事で、斎藤の部下。やや傲慢な性格で小西を「トンコツ刑事」呼ばわりし、その際「タコヤキ野郎」と言い返され睨み合った。
ホームレス
演 - 宮崎敦吉
焼きそばをごちそうになり、アタルの身代わりとなる。結果、逃亡は成功する。

#### 第5話
竹内 康文
演 - 佐伯晃
愛知県地域部警察官。新築した自宅の下に瞬が隠した現金が埋められていた。
竹内 佳奈子
演 - 春木みさよ
康文の妻。
竹内 康太
演 - 鏑木海智
康文の息子。
竹内 菊代
演 - 草村礼子
康文の母で、康太の祖母。周囲からは認知症だと想われているが、実際は家族と楽しく生活していくためボケたふりをしている。空哉のTwitterのフォロワーで彼らの脱獄劇を知っており、娘を救うため必死になるアタルらの様子から無実を信じ、逃亡の手助けをする。

#### 第5 - 6話
津上
演 - 団時朗
龍翁会系暴力団組長。麻薬売買に関わりがある。

## スタッフ
- 脚本 - 羽原大介、八津弘幸
- 音楽 - 山下康介
- 演出 - 石井康晴、山本剛義、酒井聖博、堀英樹
- 主題歌 - いきものがかり「歩いていこう」[4][注 3]（Epic Records）
- プロデューサー - 加藤章一、浅野敦也
- 製作著作 - ドリマックス・テレビジョン、TBS

## 放送日程
| 各話                                                           | 放送日         | サブタイトル                                                                                   | 脚本     | 演出     | 視聴率 |
| -------------------------------------------------------------- | -------------- | ---------------------------------------------------------------------------------------------- | -------- | -------- | ------ |
| 第1話                                                          | 2011年10月27日 | 市原隼人×渡哲也! 泣けるNo.1脱獄ミステリー! 余命3ヶ月の娘のため…家族の絆のため九州→東京1000キロ | 羽原大介 | 石井康晴 | 12.5%  |
| 第2話                                                          | 11月3日        | 感動の脱走劇!! 裏切りと少女の涙…事件の真相とは                                                 | 羽原大介 | 山本剛義 | 10.9%  |
| 第3話                                                          | 11月10日       | 5000万を掘りおこせ! 大阪オカンの涙と真犯人の影                                                 | 八津弘幸 | 酒井聖博 | 09.3%  |
| 第4話                                                          | 11月17日       | 涙の逃亡京都祇園から琵琶湖へ純愛に隠された罠!                                                  | 羽原大介 | 山本剛義 | 07.6%  |
| 第5話                                                          | 11月24日       | あいつが裏切った!! 封印された謎を追う元刑事の意地…                                             | 八津弘幸 | 酒井聖博 | 09.4%  |
| 第6話                                                          | 12月1日        | 遂に衝撃の逮捕!? 炎の復讐に隠された悲しい家族の絆…                                             | 羽原大介 | 堀英樹   | 09.4%  |
| 第7話                                                          | 12月8日        | ついに東京へ! 涙の再会の裏に意外すぎる犯人の正体…                                              | 羽原大介 | 山本剛義 | 10.3%  |
| 第8話                                                          | 12月15日       | 彼らは無実だ! 涙の記者会見と仲間の壮絶な最期…                                                  | 八津弘幸 | 酒井聖博 | 09.7%  |
| 最終話                                                         | 12月22日       | 真犯人は誰だ? 全ての謎が解ける! 涙の逃亡の結末…                                                | 羽原大介 | 山本剛義 | 10.8%  |
| 平均視聴率 10.2%（視聴率はビデオリサーチ調べ、関東地区・世帯） |                |                                                                                                |          |          |        |

## 主なロケ先
福岡から東京までの逃亡中に立ち寄る先では、各地の自治体やフィルムコミッションなどの協力も得てロケが行なわれた。
第1話（北九州 - 長崎 - 北九州）
- 福岡県北九州市（北九州フィルムコミッション）
- 長崎県長崎市（長崎県フィルムコミッション）
  - JR九州、筑豊電気鉄道、長崎電気軌道、西鉄バス北九州、フェリーさんふらわあ、関門海峡フェリー、NEXCO西日本九州支社
  - 長崎新地中華街、オランダ坂、門司港レトロ、門司港駅、小倉港、小倉日明港

第2話（北九州 - 愛媛 - 尾道 - 倉敷）
- 愛媛県松山市・伊予市（えひめフィルムコミッション）
- 愛媛県今治市・しまなみ海道（今治地方フィルムコミッション）
- 広島県尾道市（おのみちフィルムコミッション）
- 香川県高松市・坂出市（香川フィルムコミッション）
- 岡山県倉敷市
  - JR四国、伊予鉄道、JB本四高速今治センター
  - 下灘駅、松山観光港、道後温泉、尾道・千光寺

第3話（倉敷 - 大阪）
- 大阪府大阪市（大阪フィルムカウンシル）
  - JR西日本、近畿日本鉄道
  - 大阪駅、道頓堀、通天閣、梅田スカイビル

第4話（京都 - 滋賀 - 名古屋）
- 京都府京都市
- 滋賀県大津市・栗東市・愛荘町（滋賀ロケーションサービス）
  - 近鉄バス、大本山東福寺

第5話（名古屋）
- 愛知県名古屋市（なごや・ロケーション・ナビ）
  - 名古屋駅

第6話（名古屋 - 山梨）
- 山梨県山梨市・甲府市・甲州市・笛吹市・塩山市（富士の国 やまなしフィルムコミッション）
  - 山梨交通

第7話（山梨 - 静岡 - 東京）
- 山梨県
- 静岡県熱海市・小田原市
  - JR東日本、NEXCO東日本

第8話、最終話（東京）
- 東京都
  - 東京タワー、神田明神

## その他
- 中居正広（SMAP）は自身が司会を務める音楽番組『カミスン!』にいきものがかり（2011年11月21日放送分）とKAT-TUN（2011年11月28日放送分）がそれぞれゲスト出演した際にこのドラマを観ていると発言している。これは同じく自身が司会を務めた『CDTVスペシャル 年越しプレミアライブ 2011→2012』にいきものがかりが出演した際にも発言していた。
- 主題歌「歩いていこう」の作詞・作曲を手がけたいきものがかりのリーダー・水野良樹は制作する際にドラマの台本がディレクターのところで止まったため、ドラマの内容をほとんど知らない状況で曲を作り上げたという。そのため、ドラマのタイトルと曲名が正反対の意味になっているが、これについては「恐縮している」とのこと[6]。